# Papuakråka
Papuakråka (Corvus tristis) är en fågel i familjen kråkfåglar inom ordningen tättingar.

## Utseende och läte
Papuakråkan har jämfört med sina släktingar ett unikt utseende med lång stjärt, bar skär hud i ansiktet och blå ögon. Adulta fåglar har vanligen mörk näbb och gråbrun fjäderdräkt med mörkare och till viss del glänsande vingar. Ungfågeln är grå med ljusare huvud och skär näbb. Lätet är udda för en kråka, ett rätt ljust och nasalt gny.

## Utbredning och systematik
Fågeln förekommer på Nya Guinea, Yapen, västpapuanska öar och D'Entrecasteaux-öarna. Den behandlas som monotypisk, det vill säga att den inte delas in i några underarter.

## Levnadssätt
Papuakråkan hittas i skogsområden i lågland och förberg. Den ses i trädkronorna, ofta nära floder.

## Status och hot
Arten har ett stort utbredningsområde, men tros minska i antal, dock inte tillräckligt kraftigt för att den ska betraktas som hotad. Internationella naturvårdsunionen IUCN listar arten som livskraftig (LC).